# 鶴ヶ坂バイパス
鶴ヶ坂バイパス（つるがさかバイパス）は青森市鶴ヶ坂から同市戸門に至る国道7号バイパスである。南で大釈迦バイパスと、北では青森西バイパスと接続している。

## 概要
鶴ケ坂の集落部の南側を起点に西側を経由し、戸門の終点で国道7号青森西バイパスと旧国道7号（現在は青森県道247号鶴ケ坂千刈線）に接続する。全区間片側1車線である。
かつて鶴ヶ坂バイパス起点部南側約1.5kmには青森市と南津軽郡浪岡町の境界があったが、2005年4月1日の合併に伴い境界線が無くなった。なお、2004年11月27日には当バイパスと浪岡バイパスを結ぶ大釈迦バイパスが完成し、連続走行可能になった。
主な橋は3つあり起点からは鶴ヶ坂1号橋、鶴ヶ坂2号橋、鶴ヶ坂3号橋とそれぞれ名付けられている。

## 歴史
- 1987年（昭和62年）8月3日 - 供用開始[1]

## 主な接続道路
- 大釈迦バイパス
- 青森西バイパス
- 青森県道247号鶴ケ坂千刈線

## 沿線
- 宝興業 白砂採取場
- 青南商事・青森RER（青森市リサイクル施設）
- あおひらクリーンセンター（し尿処理施設）
- ドライブイン梵珠
- JR東日本奥羽本線 大釈迦トンネル
- 山中を通る道路で戸門付近を除いては周辺に家屋などはない。地図上は青森市立鶴ヶ坂小学校（2号橋の東・2009年3月廃校）などがあるが、実際には標高差がある。